# Frank Graham Stewart
Frank Graham Stewart (La Junta, 12 december 1920 – Johnson City, 7 mei 2012) was een Amerikaans componist, muziekpedagoog, pianist en klarinettist.

## Levensloop
Stewart was al als klein jongetje in muziek geïnteresseerd en begon met pianoles, die gevolgd werd door klarinetles. Met assistentie van zijn dirigenten in het harmonieorkest en het orkest begon hij eerste eenvoudige werkjes voor zijn muziekgroepen in de school te componeren. Zelf was hij gefascineerd van de liederen en de ritmes van de Noord-Amerikaanse Indianenstammen in het zuidwesten van de Verenigde Staten. 
Na de Highschool ging hij studeren aan de befaamde Eastman School of Music in Rochester (New York) onder andere compositie bij Bernard Rogers, die zijn gevoel voor muzikale kleuren bevorderde. Grote invloed hadden ook de dynamische ritmes, de harmonieën en het interesse aan de folk muziek van Béla Bartók en de mogelijkheden van de Amerikaanse jazz en de ideeën van het gebruik van seriële technieken in de muziek. Naast zijn studies aan de Eastman School of Music nom hij ook in 1939 deel aan de zomer cursussen bij Roger Sessions aan het Colorado College, in Colorado Springs, Colorado. 
Tijdens de Tweede Wereldoorlog was hij 4 jaren als klarinettist, componist en arrangeur bezig in de U.S. Army Field Band. Na de oorlog kreeg hij een Alice M. Ditson Fellowship voor compositie bij Douglas Moore aan de Columbia University in New York. Aansluitend ging hij als freelance componist, pianist en klarinettist naar Californië en werkte voor verschillende muzikale groepen en ensembles in San Francisco en Los Angeles. Later was hij in Redding (Californië) ook leraar en docente aan openbare scholen. 
Daarna studeerde hij opnieuw aan de Colorado State University in Pueblo (Colorado) en behaalde zijn Master of Music. Voor een jaar was hij docent muziektheorie aan de Universiteit van Missouri in Columbia (Missouri). Aan de Michigan State University in East Lansing voltooide hij zijn studies en promoveerde tot Ph.D. (Philosophiæ Doctor) in compositie, muziektheorie en klarinet. Zijn leraren daar waren H. Owen Reed, Paul Harder en Elsa Ludewig-Verdehr. Zijn dissertatie (doctoral thesis) was de opera To Let the Captive Go in een akte, die de laatste dagen van de Schotse Koningin Maria II van Engeland. Deze opera was een winner in het wedstrijd, dat gesponsord werd door Mannes College of Music.
Stewart was docent en later professor aan de Mississippi State University (MSU) in Starkville (Mississippi) en bleef in deze functie 15 jaren. In 1974 werd hij onderscheiden met de Orpheus Award. Hij is lid van de Southeastern Composers' League en in de jaren 1977 tot 1980 hun president respectievelijk vicepresident.  
Als componist schreef hij werken voor vele genres en werd bijvoorbeeld 3 keer onderscheiden door de Virginia College Band Directors National Association voor werken voor harmonieorkest, zoals in 1983 voor Illuminations, voor solo trompet, trombone en tuba.

## Composities

### Werken voor orkest
- 1941 Concertino, voor klarinet en klein orkest
- 1942 Suite, voor orkest
- 1952 Concerto, voor accordeon en orkest
- 1967 Music, voor strijkers en piano
- 1968 Period Furniture, or Concerto Grosso
- 1994 Concerto, voor klarinet en orkest
- 1994 Fantasy, voor orkest
- 1995 Concerto, voor altviool en orkest
- 1997 Overture Brevis, voor kamerorkest
- 1998 Scherzo, voor orkest

### Werken voor harmonieorkest
- 1968 Passacaglia, voor harmonieorkest met gemengd koor
- 1970 Scene--1970, voor harmonieorkest
- 1975 Rhythmic Miniatures, voor harmonieorkest
- 1975 American Scene, voor harmonieorkest
- 1975 The First Day, voor harmonieorkest
- 1976 De Noche, voor harmonieorkest
- 1978 Rebound, voor harmonieorkest
- 1979 Illuminations, voor solo trompet, trombone, tuba en harmonieorkest

### Muziektheater

#### Opera's
| Voltooid in | titel                 | aktes            | première                | libretto |
| ----------- | --------------------- | ---------------- | ----------------------- | -------- |
| 1971        | To Let the Captive Go | 1 akte, 3 scènes | New York, 92nd Street Y |          |

### Werken voor koren
- 1968 Three Epitaphs, voor gemengd koor
- 1969 English As She Is Taught, voor gemengd koor en 4 slagwerkers

### Vocale muziek
- 1970 The First Joy of Marriage, voor mezzosopraan en 2 marimbas
- 1978 Mississippi: That Grand Old State of Mind, voor tenor en piano
- 1978 Tony and Nina: Christmas 1958, voor tenor en piano
- 1979 A Sunset, voor tenor, flügelhoorn en piano
- 1981 From the 103rd Psalm, voor sopraan, alt, tenor, bas en piano
- 1985 "Trapped Lightnin'", voor alt, dwarsfluit en piano

### Kamermuziek
- 1939 Sonata, voor klarinet en piano
- 1941 Strijkkwartet Nr. 1
- 1944 Twelve Etudes, voor klarinet en piano
- 1945 Two Pieces, voor blazerskwintet
- 1970 The Phantom Train of Marshall Pass, voor spreker, piano, 9 blazers en 2 slagwerkers
- 1970 Fanfare, voor 3 Bes trompetten en 3 trombones
- 1972 Metamorph, voor fagot en piano
- 1972 Miss Sue Blues, voor klarinettenkoor
- 1973 Characteristics, voor koperkwintet
- 1974 Heavyweights, voor drie tuba's
- 1975 Theme and Undulations, voor klarinettenkoor
- 1977 Divertimento, voor twee dwarsfluiten en piano
- 1979 Recitative and allegretto, voor blazerskwintet
- 1979 Toccata Sonora, voor dwarsfluit, trombone en piano
- 1979 Quadrants, voor blazerskwintet en piano
- 1979 Highlights, voor piccolo, dwarsfluit en piano
- 1984 Introduction and Scherzo, voor hobo en piano
- 1984 Spacescape, voor dwarsfluit en piano
- 1988 Conversations, voor klarinet, marimba, vibrafoon en contrabas
- 1989 Serenity, voor viool, cello en piano
- 1992 Conversations, voor altsaxofoon, marimba, vibrafoon, hoorn en basklarinet
- 1993 Rhapsody, voor viool, cello en piano
- 1996 Concerto, voor klarinet, piano en slagwerk
- 1997 Divertimento, voor bastrombone en piano
- 1999 Divertimento, voor hoornkwartet
- 2000 Saxophone Quartet

### Werken voor piano
- 1941 Suite gebaseerd op Amerikaans Indiaanse Songs
- 1946 Sonata
- 1983 Piano Suite for Smaller Hands
- 1995 Portrait: Early American
- Toccata

## Discografie
- Concerto voor altviool en orkest; MMC Recordings, Ltd. Karen Dreyfus, Viola Concertos Volume II MMC 2079 CD
- Concerto voor klarinet en orkest (1994); Richard Stoltzman en het Warschau Nationaal Philharmonisch Orkest, George Manahan, dirigent; MMC Recordings MMC 2078 CD
- Overture Brevis (1997); New York Chamber Symphony, Gerard Schwarz dirigent; Concerto voor altviool en orkest (1997); Karen Dreyfus en het Silezisch Philharmonisch Orkest, Jerzy Swoboda dirigent; Fantasy, voor orkest; Seattle Symphony Orchestra, Gerard Schwarz, dirigent; Concerto voor klarinet en Orkest; Stoltzman en het Warschau Nationaal Philharmonisch Orkest, George Manahan, dirigent; Scherzo voor orkest (1998); Tsjechisch Radio Symfonisch Orkest, Vladimir Valek, dirigent; alle op MMC Recordings MMC 2102